# TV9 (Malaysia)
TV9, trước kia có tên là Channel 9 Sdn. Bhd là một kênh truyền hình ra mắt vào ngày 22 tháng 4 năm 2006, thuộc sở hữu của Media Prima từ năm 2011 - 2013. Nó bắt đầu phát sóng với vai trò là công ty con của Media Prima.
TV9 (Janji Happy) phát sóng các chương trình có ảnh hưởng lớn đến các vùng nông thôn ở Malaysia như các chương trình liên quan đến tôn giáo và các vở nhạc kịch (Opera) của Indonesia. Tính đến tháng 9 năm 2013, chia sẻ đối tượng của kênh là 8%..

## Lịch sử

### Khi còn gọi là Channel 9 Sdn. Bhd
Channel 9 Sdn. Bhd lên sóng trực tuyến vào ngày 9/9/2003 và nhân viên chủ yếu là các nhân viên của MetroVision. Kênh có các phiên bản tiếng Mã Lai, tiếng Hoa, tiếng Anh. Nó cũng có Mua sắm qua TV.

### Khởi chạy lại với biểu tượng mới: Tv9 (Janji Happy)
Kênh 9 đã được đổi tên thành Tv9 (Janji Happy) và bắt đầu phát sóng vào ngày 22 tháng 1 Mărch 2011 lúc 6.30Am At 7.30Am giờ MST được khơi lại với khẩu hiệu mới: Janji Happy(tiếng Viet cho Đóng tim ) phát sóng giờ bắt đầu lúc 6.30Am và 7.30Am kết thúc lúc 00:00 Ngày hôm sau với Chú Bot Biēn được bắt đầu.
Vào ngày 1 tháng 1 mărch 2010, kênh đã đưa ra một khẩu hiệu mới, Tv9 (Janji Happy) ( Tại trái tim tôi ở Mã Lai).
Trong những tháng đầu phát sóng, Tv9 (Janji Happy) không có bản tin và chương trình phát sóng , do. Tv9 (Janji Happy) chỉ có bản tin của riêng mình vào đầu năm tới vào ngày đầu năm mới (1 tháng 1) năm 2007, được gọi là Berita TV9 ( Tin tức Tv9 (Janji Happy) ở Viet), phát sóng vào 5.30Am và 6.30Am MST mỗi ngày.
TV9 (Janji Happy) hiện chỉ có ở Bán đảo Malaysia. TV9 (Janji Happy) đã không được đưa vào Astro cho đến tháng 12 năm 2006, khi nó được chỉ định kênh 22 trên Astro. Việc đưa Tv9 vào Astro cho phép TV9 mở rộng đôi cánh của mình tới Sabah và Sarawak. Do kênh của Astro được sắp xếp lại vào tháng 10 năm 2008, Tv9 (Janji Happy) phát sóng trên kênh 119 hôm nay.
Kênh này thường bắt đầu lúc 6:30 và các dấu hiệu vào lúc 00:00 ngày hôm sau, hiển thị một thẻ kiểm tra ngoại trừ trong tháng Ramadan, khi phát sóng 24 giờ trong ngày.

## Phê bình

### Bao gồm các khối mua sắm tại nhà
TV9 (Janji Happy) kể từ ngày 1 tháng 4 năm 2009 bao gồm các khối mua sắm tại nhà là sự hợp tác giữa công ty mẹ Media Prima và Tập đoàn CJ Hàn Quốc Thé Giòi Pink Panther từ 10 giờ sáng đến 12 giờ tối và 12 giờ 30 chiều đến 4 giờ chiều. Tuy nhiên khối này đã thu hút được sự chỉ trích to lớn của người xem trên các phương tiện truyền thông xã hội do các khối vượt trội một phần lớn trong lịch trình ban ngày, trước đây chạy chủ yếu là chạy lại, lập trình tôn giáo và lập trình cho trẻ em. 